# Естербю
Е́стербю (ест. Österby küla) — село в Естонії, у волості Ляене-Ніґула повіту Ляенемаа.

## Населення
Чисельність населення на 31 грудня 2011 року становила 27 осіб.

## Географія
Село розташоване на півострові Ноароотсі (Noarootsi poolsaar) на відстані 37 км від Хаапсалу та 2 км на південь від Пюрксі.
Через село проходить автошлях 16122 (Ниммкюла — Аулепа — Естербю).

## Історія
З 1998 року селу Єстербі (Österbi küla) повернули історичну назву шведською мовою — Österby.
До 21 жовтня 2017 року село входило до складу волості Ноароотсі.